# ジャンルカ・ローダ
ジャンルカ・ローダ (Gianluca Roda、1959年6月5日 - ) はイタリアのレーシングドライバー。

## 経歴
1993年にイタリア・スーパーツーリングカー選手権でレースデビュー。
以降イタリアGT選手権、ヨーロピアン・ル・マン・シリーズ、ル・マン24時間レース、FIA 世界耐久選手権などに参戦した。

## 参照
- Gianluca Roda
- Gianluca Roda - FIA World Endurance Championship